# Великополье (Гродненская область)
Великопо́лье (бел. Велікапо́лле) — деревня в Сморгонском районе Гродненской области Белоруссии. Входит в состав Вишневского сельсовета, до 2016 года входила в состав Войстомского сельсовета.
Расположена у восточной границы района. Расстояние до районного центра Сморгонь по автодороге — около 18 км, до центра сельсовета агрогородка Войстом по прямой — чуть более 2 км. Ближайшие населённые пункты — Войстом, Рацевичи, Селище. Площадь занимаемой территории составляет 0,0530 км², протяжённость границ 980 м.

## История
Деревня отмечена на карте Шуберта (середина XIX века) под названием Великополь в составе Войстомской волости Свенцянского уезда Виленской губернии. В 1865 году Великополье насчитывало 20 ревизских душ, 5 дворов, 7 жителей православного вероисповедания и 42 католического. Входило в состав имения Войстом.
После Советско-польской войны, завершившейся Рижским договором, в 1921 году Западная Белоруссия отошла к Польской Республике и деревня была включена в состав новообразованной сельской гмины Войстом Свенцянского повета Виленского воеводства. 1 января 1926 года гмина Войстом была переведена в состав Вилейского повета.
В 1938 году Великополье насчитывало 11 дымов (дворов) и 51 душу.
В 1939 году, согласно секретному протоколу, заключённому между СССР и Германией, Западная Белоруссия оказалась в сфере интересов советского государства и её территорию заняли войска Красной армии. Деревня вошла в состав новообразованного Сморгонского района Вилейской области БССР. После реорганизации административного-территориального деления БССР деревня была включена в состав новой Молодечненской области в 1944 году. В 1960 году, ввиду новой организации административно-территориального деления и упразднения Молодечненской области, Великополье вошло в состав Гродненской области.

## Население
Согласно переписи население деревни в 1999 году насчитывало 8 человек.

## Транспорт
Вдоль восточной границы Великополья проходит автодорога местного значения Н6131 Вишнево — Войстом — Рацевичи.
Через деревню проходят регулярные автобусные маршруты:
- Сморгонь — Вишнево
- Сморгонь — Свайгини